# Nyctophilus arnhemensis
Nyctophilus arnhemensis é uma espécie de morcego da família Vespertilionidae. Endêmica do norte da Austrália.